# Endless Wire
| 전문가 평가                | 전문가 평가 |
| 총 점수                    | 총 점수     |
| 출처                       | 점수        |
| -------------------------- | ----------- |
| 메타크리틱                 | 64/100      |
| 평가 점수                  |             |
| 출처                       | 점수        |
| About.com                  | [ 2 ]       |
| AllMusic                   | [ 3 ]       |
| The Guardian               | [ 4 ]       |
| Mojo                       | [ 5 ]       |
| MSN Music (Consumer Guide) | C           |
| Pitchfork                  | 4.7/10      |
| PopMatters                 | [ 8 ]       |
| Rolling Stone              | [ 9 ]       |
| Spin                       | [ 10 ]      |
| Uncut                      | [ 11 ]      |

《Endless Wire》는 영국의 록 밴드 더 후의 열한 번째 스튜디오 음반으로, 2006년 10월 30일, 영국에서 폴리도르 레코드를 통해 발매되었고, 다음날 미국에서 유니버설 리퍼블릭이 발매했다. 1982년 《It's Hard》 발매 이후 24년 만에 나온 오리지널 소재의 새 스튜디오 음반이자 베이시스트 존 엔트위슬의 사망 이후 처음이자, 후속 스튜디오 음반인 《Who》의 2019년 12월 발매까지 13년 간의 마지막 음반이다. 이 음반은 원래 《WHO2》라는 타이틀로 2005년 초에 발매될 예정이었다.
《Endless Wire》는 음악 평론가들로부터 대체로 긍정적인 평가를 받았다. 이 음반은 빌보드 200 차트에서 7위, 영국에서 9위로 데뷔했다. 그것의 일부는 2006년~2007년 더 후 투어에 소개되었다. 이 음반의 대부분의 곡들은 2007년 7월, 배서 칼리지의 파워하우스 서머 시어터 워크숍 시리즈의 일부로 데뷔한 《The Boy Who Heard Music》의 록 뮤지컬 각색에 사용되었다.

## 역사 및 구성
이 음반의 개발에 대해 알려진 대부분의 것들은 피트 타운젠드의 웹사이트에서 나온 것이다. 2005년 3월 21일, 피트 타운젠드는 새로운 더 후 음반의 연기를 발표했다. 2005년 12월 24일, 타운젠드는 빌 커비슬리 감독이 2006년 중반에 밴드가 새로운 소재를 위해 투어를 할 수 있도록 하는 "위대한 계획"을 도입했다고 발표했다. 2006년 3월 20일, 로저 돌트리는 자신과 타운젠드가 이 음반으로 진전을 이루고 있으며 타운젠드가 스톡홀름 증후군에 대한 노래를 작곡했다고 발표했다. 돌트리는 또한 타운젠드가 음반에서 약간의 베이스를 연주하고 있다고 말했다.
2006년 3월 28일, 타운젠드는 자신의 웹사이트의 일기 부분을 통해 "The Glass House"라는 제목의 미니 오페라가 현재 음반의 핵심을 형성하고 있다고 발표했다. 이 영화는 그의 소설 《The Boy Who Heard Music》을 원작으로 한다. 그는 또한 정규 음반 발매 전에 오페라의 짧은 버전을 발매할 계획을 발표했다. 이 일기는 또한 밴드의 라인업을 확인했다. 베이스에서는 피노 팔라디노, 기타에서는 피트 타운젠드, 백 보컬에서는 그의 동생 사이먼 타운젠드, 키보드에서는 존 번드릭이 연주되었다. 레이첼 풀러 밴드의 피터 헌팅턴은 잭 스타키가 오아시스와 함께 투어를 하고 있었기 때문에 드럼을 쳤다.
2006년 4월 9일, 타운젠드는 "The Glass Household"의 단축판이 폴리도르의 중역들에게 연주되었고, 발매일이 6월로 정해져 유럽 순회 공연과 9월에 음반 발매가 결정되었다고 발표했다. 2006년 5월 3일, 피트 타운젠드는 자신의 일기 페이지에 《Wire & Glass》라는 제목의 새로운 EP의 마스터링이 완료되었고 트랙은 곧 폴리도르로 보내질 것이라고 게시했다. 타운젠드는 6월 중순의 EP 음반 발매와 9월 중순의 정규 음반 발매를 기대했다. 그는 또한 더 후가 그들의 투어를 위한 리허설을 시작할 것이라고 발표했고, 타운젠드는 이 기간 동안 로저 돌트리와 함께 나머지 음반의 녹음을 마칠 것이다.
〈It's Not Enough〉의 버전은 artistdirect.com에서 온라인에 공개되었다. 〈It's Not Enough〉는 동시에 발매될 첫 번째 싱글로 잠정 발표되었다.
《Endless Wire》는 발매 첫 주에 약 81,000장이 팔리면서 빌보드 200에서 7위로 데뷔했다.

## 곡 목록
모든 곡들은 특별한 언급이 없는 한 피트 타운젠드에 의해 작사/작곡하였다.
| #  | 제목                            | 작사·작곡             | 재생 시간 |
| -- | ------------------------------- | --------------------- | --------- |
| 1. | 〈Fragments〉                   | 타운젠드, 로렌스 볼   | 3:58      |
| 2. | 〈A Man in a Purple Dress〉     |                       | 4:14      |
| 3. | 〈Mike Post Theme〉             |                       | 4:28      |
| 4. | 〈In the Ether〉                |                       | 3:35      |
| 5. | 〈Black Widow's Eyes〉          |                       | 3:07      |
| 6. | 〈Two Thousand Years〉          |                       | 2:50      |
| 7. | 〈God Speaks of Marty Robbins〉 |                       | 3:26      |
| 8. | 〈It's Not Enough〉             | 타운젠드, 레이첼 풀러 | 4:02      |
| 9. | 〈You Stand by Me〉             |                       | 1:36      |

| #   | 제목                             | 작사·작곡    | 재생 시간 |
| --- | -------------------------------- | ------------ | --------- |
| 10. | 〈Sound Round〉                  |              | 1:21      |
| 11. | 〈Pick Up the Peace〉            |              | 1:28      |
| 12. | 〈Unholy Trinity〉               |              | 2:07      |
| 13. | 〈Trilby's Piano〉               |              | 2:04      |
| 14. | 〈Endless Wire〉                 |              | 1:51      |
| 15. | 〈Fragments of Fragments〉       | 타운젠드, 볼 | 2:23      |
| 16. | 〈We Got a Hit〉                 |              | 1:18      |
| 17. | 〈They Made My Dream Come True〉 |              | 1:13      |
| 18. | 〈Mirror Door〉                  |              | 4:14      |
| 19. | 〈Tea & Theatre〉                |              | 3:24      |